# ありがとう (大江千里の曲)
「ありがとう」は、大江千里の楽曲である。1992年11月6日にEPICソニーより25枚目のシングルとして発売された。

## 概要
アルバム『六甲おろしふいた』からの先行シングルで、同アルバムには本作に収められた2曲も収録された。
表題曲「ありがとう」は、大江も出演したTBS系金曜ドラマ『十年愛』の主題歌として使用された。この曲は元々、大江自身の妹の結婚が決まった際に、祝福の思いを込めて作られたものであるという。
ベスト・アルバム『Sloppy Joe II』には、「たとえばもっと (another arigato)」という別バージョンで収録され、歌詞の一節 ″オリンピックが″ の部分は ″いろんなことが″ に変更された。
2006年には、フジテレビ系列朝の情報番組「めざましテレビ」で1年をかけて提案する「"ありがとう"の言葉を照れずに口にしよう」という企画「めざまし39(さんきゅ～)プロジェクト」のキャンペーンソングとして使用された。
2018年に発売されたデビュー35周年記念アルバム『Boys & Girls』には、ピアノでセルフカバーした音源が収録され、日本のスタジオで新たに演奏および撮影されたスペシャル・ヴァージョンによるミュージックビデオも制作された。

## 収録曲
全作詞・作曲：大江千里、編曲：大村雅朗
1. ありがとう
TBS系金曜ドラマ『十年愛』主題歌。
2. 木枯らしのモノクローム

## 参加ミュージシャン
木枯らしのモノクローム
- 青山純 : ドラム
- 石川鉄男 : シンセサイザー・オペレーター
- 大村雅朗 : シンセサイザー
- 松原正樹 : エレクトリック・ギター
- 麗美 : コーラス

## 収録アルバム
ありがとう
- 六甲おろしふいた
- Sloppy Joe II（たとえばもっと(another arigato)）
- 2000 JOE
- GOLDEN☆BEST 大江千里
- Boys & Girls（ピアノ・インストゥルメンタル、初回限定盤付属のボーナス・ディスクに原曲を収録）

木枯らしのモノクローム
- 六甲おろしふいた

## カバー・バージョン
- 9nine - 2007年3月21日に発売されたアルバム『first9』にボーナス・トラックとして収録。大江がピアノの演奏と編曲を手がけた。
- 桐木アリス（CV:堀江由衣） - 2010年10月6日に発売されたコンピレーション・アルバム『オトギソングス BEST10』に収録。
- 中孝介 - 2013年7月31日に発売されたアルバム『ベストカバーズ〜もっと日本〜。』に収録。